# Masken-Wimpelfisch
Der Masken-Wimpelfisch (Heniochus monoceros) ist eine Art aus der Familie der Falterfische. 
Der Fisch hat einen weißen, hochrückigen und seitlich abgeflachten Körper. Der vordere, weiße Teil der Rückenflosse ist nicht so lang ausgezogen wie bei anderen Wimpelfischen. Von dort ziehen sich drei breite, schwarze Streifen zur Wurzel der Schwanzflosse, zu den schwarzen Bauchflossen und zur Schnauze. Über den Augen hat er je einen dornartigen Auswuchs. Schwanzflosse, Rückenflosse und der hintere Teil der Afterflosse sind gelb. 
Der Masken-Wimpelfisch erreicht eine Länge von 18 bis zu 24 cm. Er lebt im Indopazifik, von der Küste Ostafrikas, über Mauritius bis zu den Korallenriffen, im Süden Japans, im Nordosten von Papua-Neuguinea, dem Great Barrier Reef, der Küste von New South Wales und Tahitis. Er ist immer in Küstennähe zu finden und bevorzugt Riffe mit starkem Korallenbewuchs. Juvenile Fische leben oft allein, adulte paarweise.
Er ernährt sich von bodenbewohnenden Wirbellosen.